# 小川妙子
小川 妙子（おがわ たえこ、1951年 - ）は日本の前衛書道家、平和活動家。京都府出身。京都府人会会長。

## 経歴
京都府出身。幼少期より書道を始め、京都教育大学美術科に入学し教員免許を取得した。結婚をし、1980年頃に広島県へ移住。県立高校の通信課程で約20年書道を教えた。生徒の中には被爆者もおり、証言を聞く中で平和への想いを書に表すようになった。
2018年1月、平和記念公園で縦4メートル、横1メートルの大書を制作。「生きる力 祈」としたため、側では当時小学5年生だったヴァイオリニストの安塚かのんがヴァイオリンを披露した。
2019年7月には、ニュージーランドの画家であるロビン・ホワイトが廿日市市を訪れ、小川と共に原爆の恐ろしさを伝える作品を共同制作した。ホワイトが描いた原爆で破壊された空間の絵に、小川が原爆詩を書き入れた。
2023年には、新型コロナウイルスの影響で2年間中止になっていた「ひろしま男子駅伝」が開催。小川は「平和記念公園前からスタートする駅伝の場だからこそ、平和を発信する意味がある」とし、ふすま一枚ほどの大きさの書を15点並べた。